# Biel-Benken
Biel-Benken (toponimo tedesco) è un comune svizzero di 3 408 abitanti del Canton Basilea Campagna, nel distretto di Arlesheim.

## Geografia fisica
È uno dei comuni della valle di Leimental; il territorio comunale è bagnato dal fiume Birsig.

## Storia
Il comune di Biel-Benken è stato istituito il 1º gennaio 1972 con la fusione dei comuni soppressi di Benken e Biel.

## Monumenti e luoghi d'interesse
- Chiesa riformata di Benken, attestata dal 1302-1305 e ricostruita nel 1621[1].

## Società

### Evoluzione demografica
L'evoluzione demografica è riportata nella seguente tabella:
Abitanti censiti